# Добрянська селищна територіальна громада
Добрянська селищна територіальна громада — територіальна громада в Україні, в Чернігівському районі Чернігівської області. Адміністративний центр — селище Добрянка.
Утворена 24 квітня 2019 року шляхом об'єднання Добрянської селищної ради та Горностаївської, Клубівської, Новояриловицької, Олешнянської сільських рад Ріпкинського району.
Відповідно до постанови Верховної Ради України від 17 червня 2020 року «Про утворення та ліквідацію районів», громада увійшла до новоствореного Чернігівського району.

## Населені пункти
До складу громади входять 1 селище (Добрянка) і 20 сіл: Аткильня, Вербівка, Вир, Горностаївка, Грибова Рудня, Гута-Ткачова, Заводське, Киселівка, Клубівка, Лизунова Рудня, Нова Папірня, Нові Яриловичі, Олександрівка, Олександрівка Друга, Олешня, Сиделівка, Скиток, Старі Яриловичі, Строївка та Чижівка.

## Старостинські округи
- Горностаївський
- Клубівський
- Олешнянський[3]